# 恵庭自動車学校
株式会社恵庭自動車学校（えにわじどうしゃがっこう）は、北海道恵庭市にある北海道公安委員会指定の指定自動車教習所を運営する企業。

## 所在地
- 北海道恵庭市黄金北2丁目1-3
  - 千歳線恵庭駅から、徒歩5分程度

## 取扱免許
第一種運転免許のみの取り扱い
- 普通自動車（MT・AT）
- 準中型自動車
- 中型自動車
- 大型特殊自動車
- 牽引自動車
- 普通自動二輪車 (小型限定)（MT）
- 普通自動二輪車（MT）

## 車両
教習車
- 普通自動車 - トヨタ・プリウス 30系（AT）

　　　　　　　　　 　    トヨタ・カローラアクシオ（MT・AT）
　　　                                                                             
- 準中型自動車 - 日野・デュトロ
- 中型自動車 - いすゞ・フォワード 日野・レンジャー
- 大型特殊自動車 - コマツ
- 牽引自動車 - いすゞ・フォワード
- 普通自動二輪車 -

送迎バス

## その他
- 初心者運転講習・高齢運転者教習指定機関
- 送迎車はワンボックスカー3台